# Château de Gloucester
Le château de Gloucester était un château fort du comté de Gloucestershire. Il a été démoli pour édifier à son emplacement la prison de Gloucester.

## Motte anglo-normande et bailliage
Probablement construit par Roger de Pitres, qui fut le premier sherif Normand de Gloucester, ce ne fut d'abord qu'une simple motte castrale sous le règne de Guillaume le Conquérant ; il fallut raser seize maisons pour dégager le terrain suffisant à son érection. Il fut agrandi par Guillaume le Roux qui fit abattre huit autres maisons, et fut confié au sherif du comté, Walter of Gloucester.
Vers 1110, Walter fit édifier un nouveau château à l'ouest de Barbican hill, à l'emplacement d'anciens jardins de l'abbaye de Gloucester surplombant la Severn. Ses gouverneurs furent jusqu'en 1155 les sherifs héréditaires de Gloucester, puis il revint directement à la Couronne d'Angleterre.

## Résidence royale
Le château fut agrandi sous les règnes d'Henri Ier et d'Henri II. Henri III entreprit plusieurs réparation et dota sa forteresse d'un pont sur la Severn menant à des barbacanes pratiquées dans l'enceinte extérieure. Henri III s'en servit fréquemment de résidence, et il a joué un rôle important dans la guerre des barons, puisqu'il fut assiégé à deux reprises au cours de l'hiver 1264-65. Une partie du château servit de prison à partir de 1185 et il abrita les geôles officielles du comté, après 1228 en tous cas. Aliénor de Bretagne, nièce du roi Jean et cousine d'Henri III, était par droit de primogéniture l'héritière légitime du trône d'Angleterre: Henri III la fit incarcérer à Gloucester, une première fois entre 1222 et 1223, puis de 1237 à 1238; les autres prisonniers furent chaque fois transférés pour meubler la chambre de la princesse.
Les travaux d'aménagement du château furent poursuivis sous les règnes d'Édouard Ier, Édouard II et Édouard III.

## Abandon et démolition
Les remparts continuèrent d'être entretenus jusqu'au milieu du XVe siècle. Il est probable que c'est sous le règne de Richard III que le château perdit sa fonction de forteresse, ne conservant plus qu'une fonction de geôle comtale. Les pierres du château furent réemployées pour paver les chaussées de la ville et édifier d'autres bâtiment, si bien que dès le milieu du XVIIe siècle, tous les corps de logis extérieurs à la courtine avaient disparu, ne laissant subsister que le donjon, faisant cul-de-basse-fosse, et la grande porte.
Au fil des décennies suivantes, les geôles du donjon furent de moins en moins utilisées et sa démolition fut entreprise en 1787. Les nouvelles geôles furent achevées en 1791, ne laissant visible aucune des ruines du château.

## Archéologie
Le château fut redécouvert en décembre 2015 par les archéologues inventoriant le site de la prison de Gloucester, en préparation de travaux d'agrandissement. Depuis ces travaux, des appels ont été lancés pour ouvrir le champ de fouille au public, et les propriétaires des terrains envisagent d'intégrer une partie des ruines des soubassements du château à leurs projets d'aménagement.